# Carney Chukwuemeka
Carney Chibueze Chukwuemeka (Eisenstadt, 20 oktober 2003) is een Engels voetballer die doorgaans speelt als middenvelder. Hij verruilde in augustus 2022, Aston Villa voor Chelsea.

## Clubcarrière

### Aston Villa
Chukwuemeka speelde in de jeugd van Northampton Town FC, voor dat hij in maart 2016 bij Aston Villa terecht kwam. In juli 2020 tekende hij zijn eerste profcontract. Op 19 mei 2021 debuteerde hij in de Premier League tegen Tottenham Hotspur. Hij stond voor het eerst in de basis op 28 augustus 2021 in een wedstrijd tegen Brentford in de Premier League.

### Chelsea
Op 2 augustus bereikten Aston Villa en Chelsea een principeakkoord voor de transfer van Chukwuemeka naar de club uit Londen. Op 4 augustus tekende hij uiteindelijk een zesjarig contract.